# 楊宗翰 (鄰水縣教諭)
楊宗翰（？年—？年），號少安，清朝政治人物。

## 生平
由貢生，光緒三十二年任鄰水縣教諭。